# Wandjina

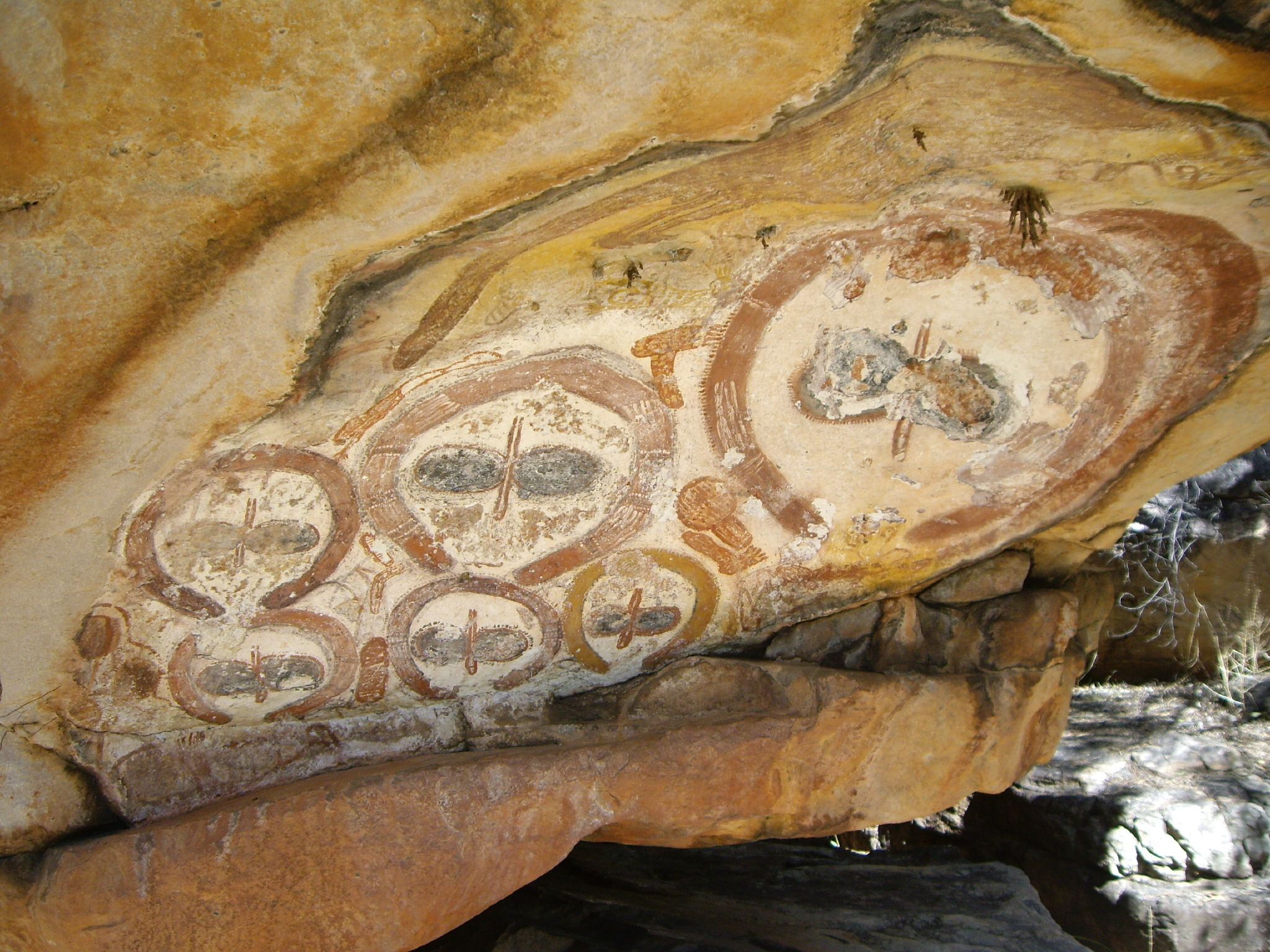
Wandjina sziklarajz a Kimberley régióbeli Barnett-folyó mellől, Mount Elizabeth Station

A Wandjina (más átírásban Wanjina vagy Wondjina, illetve más néven Gulingi) jelentése az ausztrál őslakos mitológiában a Wanjina–Wunggurr kultúrkörhöz tartozó felhő- és esőszellemek, amelyek ábrázolásai kiemelt helyen szerepelnek Északnyugat-Ausztrália (ország) sziklarajzain. A nyugat-ausztráliai Kimberley régióban egyes ilyen sziklarajzok mintegy 4000 évvel ezelőtt születtek. Egy másik, a Wandjinával szoros összefüggésben álló szellemlény a teremtő lény, azaz Wunngurr, amely más őslakos népek hitrendszerében – bár némileg eltérő értelmezéssel – a Szivárványkígyónak felel meg.
A Wandjina-történetek és az azokat ábrázoló alkotások ma is fontosak az ausztrál őslakos mowanjum közösség számára, emellett az egyik alapvető kulturális elemnek számítanak a Kimberley-ben négy ausztrál őslakos népre kiterjedő Wanjina–Wunggurr kultúrkörben.

## Álomidőbeli legendák

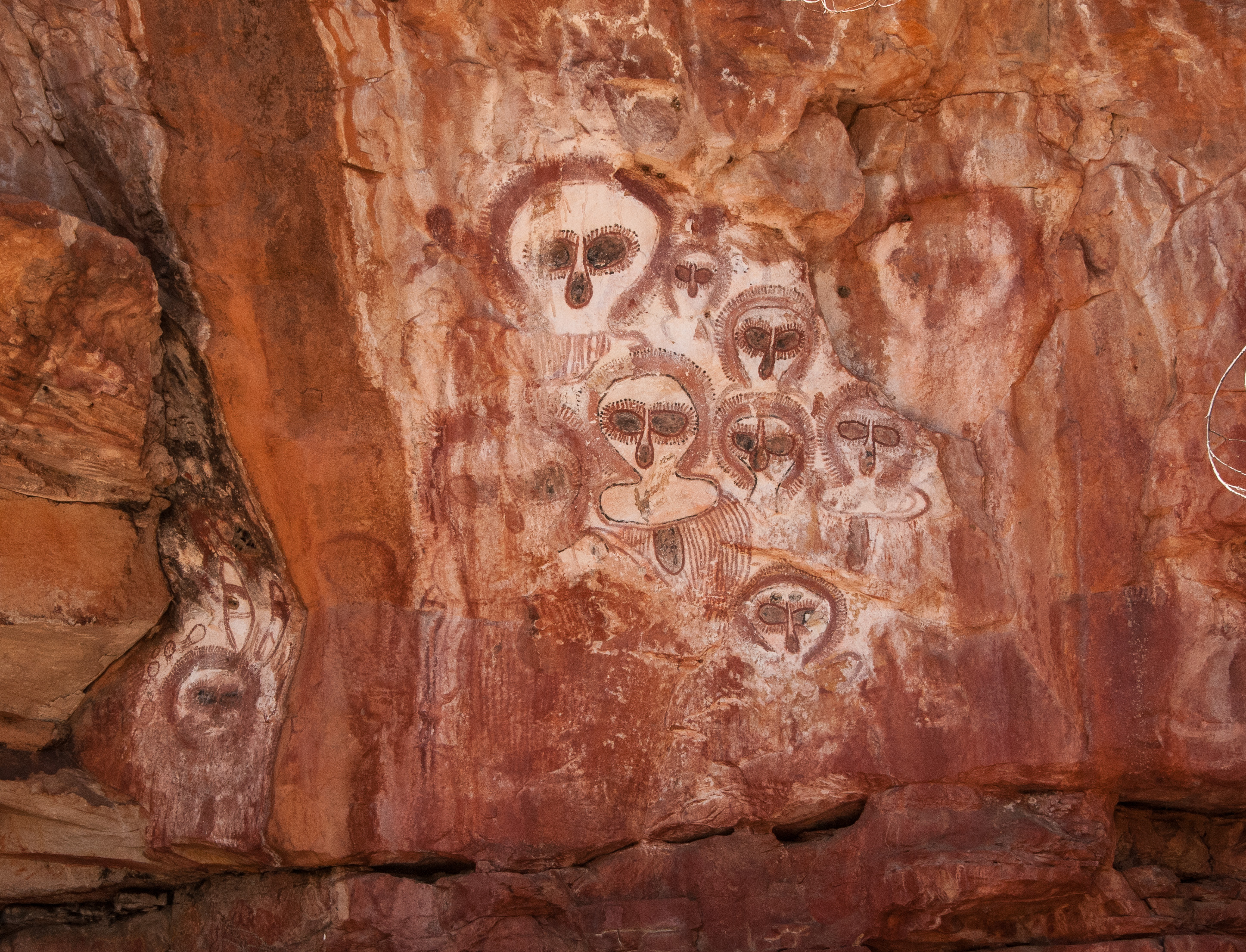
Wandjina sziklarajz a Kimberley régióbeli Barnett-folyó mellől, Mount Elizabeth Station

Egyes álomidőbeli történetek szerint Wandjina teremtette a tájat és annak lakóit, és azokra továbbra is hatást gyakorol. Életútjuk végén a szellemek megkeresték nyughelyüket, ott saját képmásukat egy barlang falára festették, és leszálltak egy közeli víznyerőhely (waterhole) mélyére. Ezeket a festményeket aztán az őslakosok időről időre újrafestették a bennük rejlő élet- és teremtő erő megújítása érdekében.
A Wandjina árvizekkel, villámokkal és ciklonokkal büntetheti a törvényeket megszegőket.

### A Wandjinával és Wunggurr-ral kapcsolatos hiedelmek
A Wandjina és a Wunggurr szellemek a kimberley-i worrorra (és a szomszédos ngardi), wunambal]] és ngarinyin népek alkotta Wanjina–Wunggurr kultúrkör életének alapvető elemei. A közös kultúráról a Wandjinát ábrázoló sziklarajzok és gwion gwion stílusú festmények tanúskodnak. A Mitchell-fennsíkon élő wunambal nép körében a Wandjina megnevezése Gulingi.
A Wunggurr a Szivárványkígyóhoz, mint általános teremtő lényhez kapcsolódó hiedelmek egy változatát képviseli, míg a Wandjina meghatározott helyekhez kötődő és konkrét klánokkal összefüggésbe hozható helyi szellemek összessége, bár egyes megközelítések e két nevet egymással felcserélhetőként használják. A Szivárványkígyó analógiát erősíti, hogy a Wungurr egyik megjelenési formája a Wanjad néven ismert sziklapiton.

## Hagyományos sziklarajzok

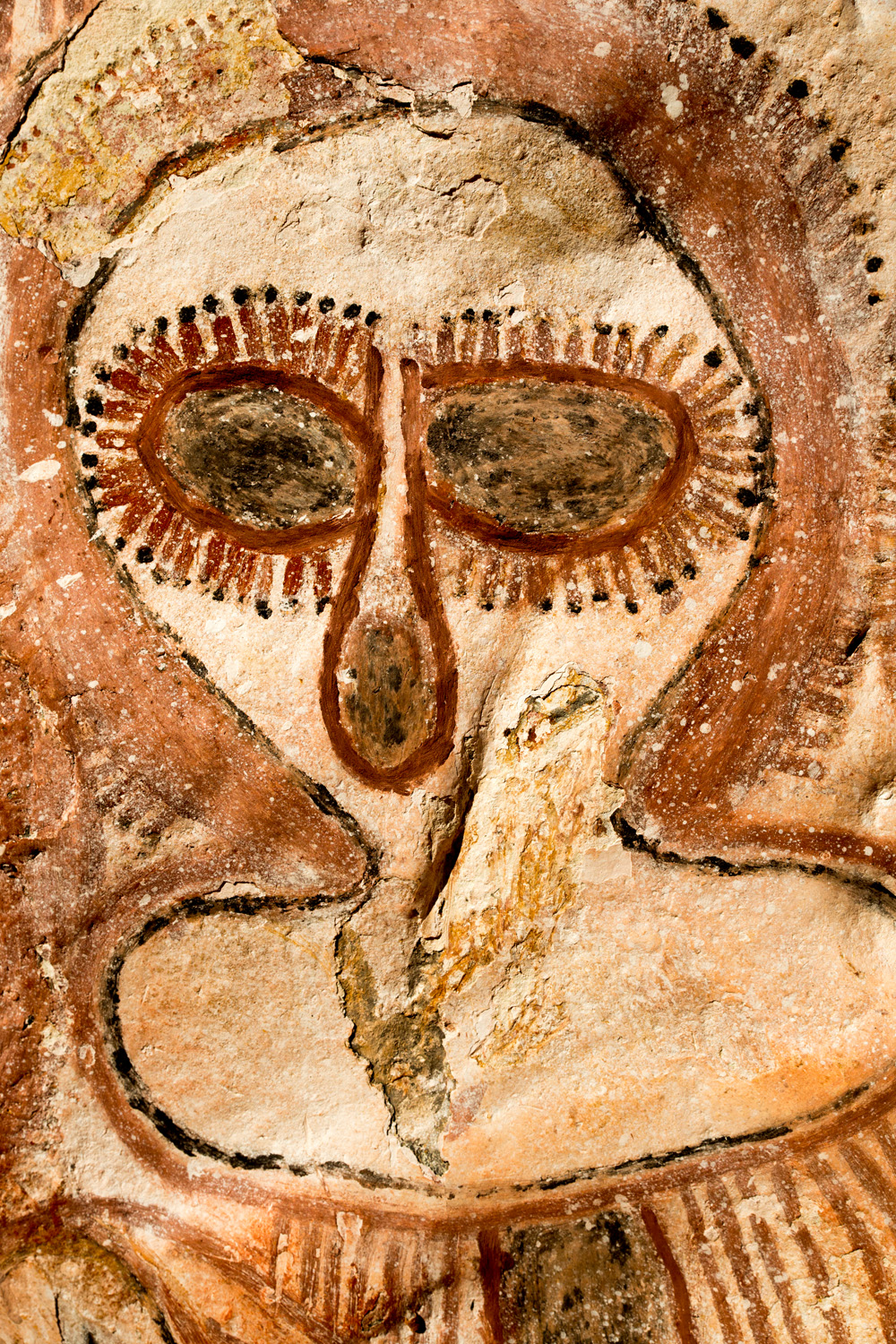
Wandjina ábrázolás Mt Elizabeth Station közelében

A széles vonásokkal készült Wandjina sziklarajzok körülbelül 3800–4000 évvel ezelőtt keletkeztek. E művészeti stílus egy évezrednyi, helyét egy csapadékosabb, rendszeres monszun időszakokkal jellemezhető éghajlatnak átadó szárazság végét követően alakult ki.
A Wandjina-festmények közös színei a fehér alapra felvitt fekete, vörös és sárga. A szikla méretétől függően a szellemalakok egyedül vagy csoportosan, függőlegesen vagy vízszintesen jelennek meg, esetenként olyan alakokkal, illetve tárgyakkal együtt, mint a Szivárványkígyó vagy a jamszgyökér. Gyakori ábrázolás a nagy felsőtest és fej, amelyen szem és orr látható, ugyanakkor száj jellemzően nem. Erre két magyarázat létezik: végtelen hatalmuk miatt nincs szükségük beszédre, illetve ha szájuk lenne, az eső sosem állna meg. A Wandjina feje körül színes vonalak vagy alakzatok láthatók, amelyek az átlátszó sisakokból kiáradó fényre utalnak.
Ma is széles körben vélik úgy, hogy a festmények rendelkeznek a nekik tulajdonított erővel és hatalommal, ezért azokhoz megfelelő tisztelettel kell közelíteni. Minden helyszínnek és festménynek saját neve van. A mowanjum közösséghez tartozó őslakosok időről-időre újrafestik a képeket, hogy biztosítsák a Wandjina jelenlétének folytonosságát. A mowanjum hit szerint a sziklarajzoknak az évente, decemberben vagy januárban sorra kerülő megújítása a monszun okozta esőzések megérkezését is biztosítja. Az újrafestés gyakoriságára jellemző, hogy egyes helyszíneken több mint 40 rétegben vittek fel festéket.  E folyamat során a festés stílusa is változik: az újabb alakok zömökebbek, és némelyiküknek már szempillája is van.

## Ábrázolások fakérgen
Az 1960-as évek végén és az 1970-es évek elején több mowanjum művész a hagyományos Wandjina alakokat vastagabb eukaliptuszkérgeken jelenítette meg. Ezeket a kéregfestményeket elsősorban a kalumbarui misszión keresztül értékesítették. A régió jelentős művészei közé tartozik Alec Mingelmanganu, Charlie Numbelmoore és Jack Karedada. Ezek az alkotások ma már világszerte jelentős múzeumi gyűjteményekben találhatók.

## Fordítás
Ez a szócikk részben vagy egészben  a    Wandjina című angol Wikipédia-szócikk ezen változatának fordításán alapul.  Az eredeti cikk szerkesztőit annak laptörténete sorolja fel. Ez a jelzés csupán a megfogalmazás eredetét és a szerzői jogokat jelzi, nem szolgál a cikkben szereplő információk forrásmegjelöléseként.